# Flávio Gomes
Flávio Magliari Gomes, ou simplesmente Flávio Gomes (São Paulo, 15 de julho de 1964) é um jornalista, piloto automobilístico, escritor, professor e apresentador brasileiro.
Por atuar em jornais, revistas, rádio, TV e internet, se encaixa no perfil do que se convencionou chamar de multimídia. “Um multimídia de araque”, diz ele. “Porque no fundo eu faço a mesma coisa em todo lugar: falo e escrevo".

## Carreira

### Jornais e Revistas
Iniciou sua carreira no jornal Popular da Tarde. Passou pelas rádios Cultura e USP, fazendo programas de ciência para a SBPC (Sociedade Brasileira para o Progresso da Ciência).
Foi contratado pela Folha de S.Paulo, onde trabalhou de 1986 a 1994 como redator, depois como editor-assistente, editor-adjunto, editor e repórter especial de Esporte. Em 1988, teve uma curta passagem pela revista Placar, que segundo o próprio, era seu sonho no jornalismo, como editor.
Ao deixar a Folha, criou a agência de notícias Warm Up, promovendo a cobertura do automobilismo para diversos jornais do país. A agência fez a cobertura do Mundial de Fórmula 1 para mais de 120 jornais entre 1995 e 2011.
Passou também pelo jornal Lance!, de 1997 a 2010.

### Rádio
Em 1994, após algumas participações como convidado da Rádio Jovem Pan AM, passou a ser comentarista de Fórmula 1 e apresentador da emissora. Ficou na Pan até 2001.
Em 2002, passou a integrar a equipe de cobertura de automobilismo da Rádio Bandeirantes, permanecendo na casa até o final de 2005, quando parou de viajar pelo mundo cobrindo a Fórmula 1.
Em novembro de 2015, passou a apresentar o programa Esporte de Primeira, na Rede Transamérica, onde ficou até o início de março de 2016.

### Internet
Desde 2000, como braço da empresa Warm Up, criou o site “Warm Up” em 1996, que passou a se chamar “Grande Prêmio” no final de 1999, sendo o principal portal de cobertura automobilística do Brasil, que já esteve dentro do UOL, MSN, Terra, Quatro Rodas, Lance! e no iG — portal pelo qual Flavio chegou a comandar debate entre candidatos à prefeitura de São Paulo e cobrir os Jogos Olímpicos de Pequim, ambos em 2008.
Flávio mantém um blog dentro de seu site "Grande Prêmio".
Entre fevereiro de 2022 a fevereiro de 2023, teve um blog no portal UOL.
Em 2023, passa a ser apresentador no canal do YouTube da Placar TV.

### Televisão
Na televisão, trabalhou na ESPN Brasil de maio de 2005 a setembro de 2013. Era comentarista de automobilismo e apresentador dos programas Bate-Bola, Limite e Pontapé Inicial, além de participar de transmissões esportivas nas rádios em que o canal manteve equipe: Rádio Estadão ESPN (2007-12) e Capital (2013).
Flavio foi demitido da ESPN Brasil no dia 9 de setembro de 2013, após se envolver em discussões sobre a partida entre Grêmio 3 x 2 Portuguesa, válida pela 19° rodada do Brasileirão 2013. No incidente, Flavio incluiu em sua conta de twitter mensagens contra o Grêmio e seu presidente, Fábio Koff.
Após a saída da ESPN, Flavio acabou não permanecendo longe da televisão por muito tempo. Com o surgimento de um segundo canal do Fox Sports, em janeiro de 2014, veio o anúncio de uma equipe baseada em São Paulo, que contava, entre outros, com Gomes. Passou a fazer parte do programa de debate esportivo Fox Sports Rádio, compondo o time do diário com Benjamin Back, Fabio Sormani, Osvaldo Pascoal e Maurício "Mano" Borges. Além de membro do FSR, Flavio ainda comentava etapas da Fórmula E e comandava, desde 2016, o programa semanal Fox Nitro, ao lado de Felipe Motta e Thiago Alves. Cobriu, pelo canal, a primeira Copa do Mundo de sua carreira, em 2014.
Em 7 de dezembro de 2020, anuncia sua saída após sete anos na emissora.

## Outras informações
Entre os anos de 1978 e 1981, Gomes foi goleiro das categorias de base da ADC Rigesa, em Valinhos, clube mantido pela Rigesa, empresa do ramo de papelão onde seu pai trabalhava. As atividades do clube foram encerradas em 2015, gerando inúmeras críticas de Gomes em seu blog.
Foi um dos fundadores da categoria de automobilismo Classic Cup, em 2003. Flavio corria com um DKW branco número 96, no estilo das antigas carreteiras. Esse carro hoje descansa em um museu no Rio Grande do Sul. Atualmente, depois de correr por anos com um Lada apelidado de "Meianov" (devido ao número 69 que o piloto-jornalista utiliza), pilota um Volkswagen Voyage, também #69, chamado de "Bon Voyage".
Desempenhou por anos o papel de professor de Jornalismo na FAAP, além de escrever no anuário AutoMotor Esporte, editado por seu colega Reginaldo Leme (Rede Globo), desde a primeira edição, publicada em 1992.
Gomes é também conhecido por ser um dos mais ilustres torcedores da Portuguesa. Herdou a paixão do pai, que ajudou na construção do estádio do Canindé.
Possui uma coleção de aproximadamente 30 carros antigos, sendo um entusiasta das marcas Lada e DKW.
Flávio Gomes é declaradamente de esquerda.
É irmão do jornalista Julio Gomes.

## Livros
Em 2005, lançou “O Boto do Reno”, pela editora Letradelta, com seleta de crônicas das suas andanças pela Fórmula 1. Em 2021, o livro foi relançado em sua segunda edição, agora pelo selo Adelante da Gulliver Editora. O livro foi rediagramado, atualizado e ganhou uma nova capa.
Em 2018, sai seu primeiro romance, chamado “Dois Cigarros”, com plano de fundo a Fórmula 1. O livro conta a história de um arquiteto solitário e uma jovem misteriosa que nunca falava do passado, que se encontram para uma viagem sem destino, passando pelo interior de Minas Gerais, pequenas cidades alemãs, São Paulo, Paris, Berlim, Amsterdã, Itacaré, Budapeste, Praga e Estrasburgo, sem que jamais um saiba o bastante do outro para imaginar um fim possível.
Por conta dos 30 anos da queda do Muro de Berlim, em 2019, Flavio lança o livro “Gerd, Der Trabi”, onde o autor narra a deliciosa história da amizade entre um homem – Flavio Gomes – e um carrinho de plástico, Gerd, em uma viagem pelo Leste Europeu. O livro foi prefaciado pelo jornalista alemão Gerd Wenzel.
Em 2021, lança o livro "Ímola 1994", obra que narra sua trajetória como jornalista até a cobertura do acidente fatal de Ayrton Senna. O livro traz em formato de crônicas os bastidores do trabalho do repórter em veículos como a Folha e a revista Placar. A obra traz opiniões e fatos polêmicos sobre Senna, o que revoltou os fãs do piloto, que pediram boicote ao livro.
Em 2022, também pela Adelante, lança o livro “Os Anos Schumacher em 334 Textos”.

### Relação
- O Boto do Reno - As Histórias de um Repórter de Fórmula 1 (LetraDelta - 2005)[35] (Gulliver Editora - 2021)
- Dois cigarros (Gulliver Editora - 2018)[36]
- Gerd, der trabi (Gulliver Editora - 2019)[37]
- Ímola 1994 (Gulliver Editora - 2021)[38]
- Warm Up - Os anos Schumacher em 334 textos (Gulliver Editora - 2022)

## Prêmios
| Ano  | Prêmio                                                                     | Categoria               | Resultado | Ref.   |
| ---- | -------------------------------------------------------------------------- | ----------------------- | --------- | ------ |
| 2002 | Troféu ACEESP (Associação dos Cronistas Esportivos do Estado de São Paulo) | Rádio - Outros Esportes | Venceu    | [ 39 ] |
| 2011 | Troféu ACEESP (Associação dos Cronistas Esportivos do Estado de São Paulo) | Apresentador de Rádio   | Venceu    | [ 40 ] |
| 2012 | Troféu ACEESP (Associação dos Cronistas Esportivos do Estado de São Paulo) | Apresentador de Rádio   | Venceu    | [ 41 ] |
| 2015 | Troféu ACEESP (Associação dos Cronistas Esportivos do Estado de São Paulo) | Blog                    | Indicado  | [ 42 ] |
| 2019 | Prêmio Comunique-se                                                        | Esportes: Mídia Escrita | Indicado  | [ 43 ] |